# Чумак Денис Миколайович
Дени́с Микола́йович Чума́к — український військовослужбовець, старшина 1 статті Збройних сил України, учасник російсько-української війни, який відзначився під час відбиття російського вторгнення в Україну. Герой України (2025).

## Життєпис
Родом з села Катеринівка Луганської області. Проходить службу у лавах річкової флотилії.
Екіпаж десантного катера під його керівництвом здійснив десятки бойових виходів через річку Дніпро, забезпечивши переправу особового складу, евакуацію десантних підрозділів та вогневе прикриття. У червні 2024 року катер атакували й пошкодили російські безпілотники, Денис Чумак зазнав поранення, але екіпажу вдалося виконати бойове завдання, доставити боєкомплект і продовольство на лівий берег Дніпра. Після лікування повертався до служби, неодноразово зазнавав поранень, проте й далі виконував бойові завдання.

## Нагороди
- Звання Герой України з врученням ордена «Золота Зірка» (4 липня 2025) — за особисту мужність і героїзм, виявлені у захисті державного суверенітету та територіальної цілісності України, самовіддане служіння Українському народові[4].
- Орден «За мужність» III ступеня (13 травня 2024) — за особисту мужність, виявлену у захисті державного суверенітету та територіальної цілісності України, самовіддане виконання військового обов'язку[5].